# Josef Mengele
Josef Mengele (AFI: [ˈjoːzɛf ˈmɛŋələ]; Gunzburgo, 16 de marzo de 1911-Bertioga, 7 de febrero de 1979) fue un oficial alemán de las Schutzstaffel (SS), médico y criminal de guerra durante la Segunda Guerra Mundial. Se le recuerda esencialmente por sus actos en el campo de concentración y exterminio de Auschwitz, donde realizó experimentos mortales con prisioneros, y fue miembro del grupo de médicos que seleccionaba víctimas para ser ejecutadas en las cámaras de gas. Llegó a ser conocido como el Ángel de la Muerte (en alemán Todesengel).
Antes de la guerra, Mengele había obtenido doctorados en Antropología y Medicina e iniciado una carrera como investigador. Se afilió al Partido Nazi en 1937 y a las SS en 1938. Al comienzo de la Segunda Guerra Mundial fue asignado como oficial médico de batallón, pero a principios de 1943 se trasladó al servicio de campos de concentración y fue destinado a Auschwitz. Allí tuvo la oportunidad de realizar experimentos genéticos con humanos, muchas veces sobre gemelos, sin tener en cuenta el bienestar y la seguridad de sus víctimas. Debido al avance del Ejército Rojo por Polonia, Mengele fue trasladado 280 km al oeste al campo de concentración de Gross-Rosen el 17 de enero de 1945, diez días antes de la llegada de las tropas soviéticas a Auschwitz.
Tras el fin de la Segunda Guerra Mundial en Europa, el 7 de mayo de 1945, adoptó un nombre falso y trabajó como granjero. Sin embargo, y por temor a ser detenido, en julio de 1949 huyó por mar a Argentina con la ayuda de una red de antiguos miembros de las SS. Durante una década vivió en Buenos Aires y alrededores, pero en 1959 huyó a Paraguay y  un año después a Brasil, perseguido por la República Federal de Alemania, Israel y cazanazis como Simon Wiesenthal, que querían llevarlo a juicio. A pesar de las solicitudes de extradición del Gobierno de Alemania Occidental y de las operaciones clandestinas del Mosad —el servicio de inteligencia israelí—, Mengele evitó ser detenido. Murió ahogado tras sufrir un ictus mientras nadaba en la playa de la localidad brasileña de Bertioga en 1979 y fue enterrado bajo el nombre falso de Wolfgang Gerhard. Sus restos fueron exhumados e identificados mediante un examen forense en 1985.

## Primeros años y educación
Josef Mengele nació el 16 de marzo de 1911 en la ciudad bávara de Gunzburgo; era el mayor de los tres hijos de Karl y Walburga (nacida Hupfauer) y sus hermanos se llamaban Karl y Alois. Su padre era el fundador de la empresa Karl Mengele und Söhne, productora de maquinaria agrícola. Josef fue un buen estudiante al que le gustaban la música, el arte y el esquí. Terminó la educación secundaria en abril de 1930 y comenzó a estudiar medicina y filosofía en la Universidad de Múnich, ciudad que era el bastión del partido nazi, la organización política fascista liderada por Adolf Hitler. En 1931 Mengele se unió a los Cascos de Acero, una organización paramilitar que fue absorbida en 1934 por las milicias nazis Sturmabteilung.
En 1935, Mengele obtuvo un doctorado en antropología por la Universidad de Múnich y en enero de 1937 salió del Instituto de Biología Hereditaria e Higiene Racial de Fráncfort como asistente de Otmar Freiherr von Verschuer, un científico que investigaba sobre genética con un interés particular en los hermanos gemelos. Allí Mengele se centró en los factores genéticos que daban origen a la aparición de labio leporino y barbilla partida y su tesis sobre este tema fue calificada con un cum laude que le valió la consecución de un doctorado en medicina por la Universidad de Fráncfort en 1938. En una carta de recomendación, Von Verschuer elogiaba la fiabilidad de Mengele y su habilidad para explicar conceptos complicados de manera muy clara. El escritor estadounidense Robert Jay Lifton señala que las publicaciones de Mengele no eran muy distintas de la corriente científica de la época y probablemente hubieran sido valoradas como esfuerzos científicos válidos incluso fuera del ámbito de la Alemania nazi.
Mengele contrajo matrimonio el 28 de julio de 1939 con Irene Schönbein, a quien había conocido en Leipzig mientras trabajaba como médico residente. Su único hijo, Rolf, nació en 1944.

## Servicio militar
La ideología nazi amalgamaba elementos de antisemitismo, higiene racial y eugenesia y los combinaba con el pangermanismo y el expansionismo territorial con el objetivo de lograr un mayor Lebensraum —espacio vital— para los pueblos germánicos. La Alemania nazi intentó conseguir ese espacio con la invasión de Polonia y de la Unión Soviética, así como con la deportación y asesinato de los judíos y los eslavos que vivían allí, a los que se consideraba inferiores a la raza superior aria.
Mengele se afilió al partido nazi en 1937 y a las SS en 1938. Recibió una formación básica con la infantería de montaña y fue reclutado por la Wehrmacht —las fuerzas armadas alemanas— en junio de 1940, algunos meses después del estallido de la Segunda Guerra Mundial. Enseguida se presentó voluntario para el servicio médico de las Waffen-SS, el brazo armado de las SS, donde sirvió con el rango de Untersturmführer —alférez/subteniente— en un batallón de la reserva médica hasta noviembre de 1940. Después fue asignado a la Oficina de la Raza y el Reasentamiento de las SS en Posnania, donde evaluaba a los candidatos a la germanización.
En junio de 1941, Mengele fue destinado a Ucrania, donde se lo galardonó con la Cruz de Hierro de Segunda Clase. En enero de 1942, se unió a la 5.ª División Panzergrenadier SS Wiking como oficial médico de batallón. Rescató a dos soldados alemanes del interior de un carro de combate en llamas, acción por la que recibió la Cruz de Hierro de Primera Clase, la Medalla de herido y la Medalla por el cuidado del pueblo alemán. Resultó herido grave en una acción cerca de Rostov del Don en el verano de 1942 y fue declarado no apto para seguir en el servicio activo. Una vez recuperado, regresó a la Oficina de la Raza y el Reasentamiento en Berlín. También retomó su asociación con Von Verschuer, que entonces trabajaba en el Instituto Kaiser Wilhelm para Antropología, Genética Humana y Eugenesia. En abril de 1943, Mengele consiguió el ascenso a Hauptsturmführer —capitán— de las SS.

## Auschwitz
A comienzos de 1943, alentado por Von Verschuer, Mengele solicitó el traslado al servicio de campos de concentración, donde esperaba tener la oportunidad de realizar investigaciones genéticas con humanos. Su solicitud fue aceptada y lo destinaron al campo de concentración de Auschwitz, donde Eduard Wirths, oficial jefe médico, lo nombró director médico del Zigeunerfamilienlager —campo de familias gitanas— en el complejo de Birkenau.

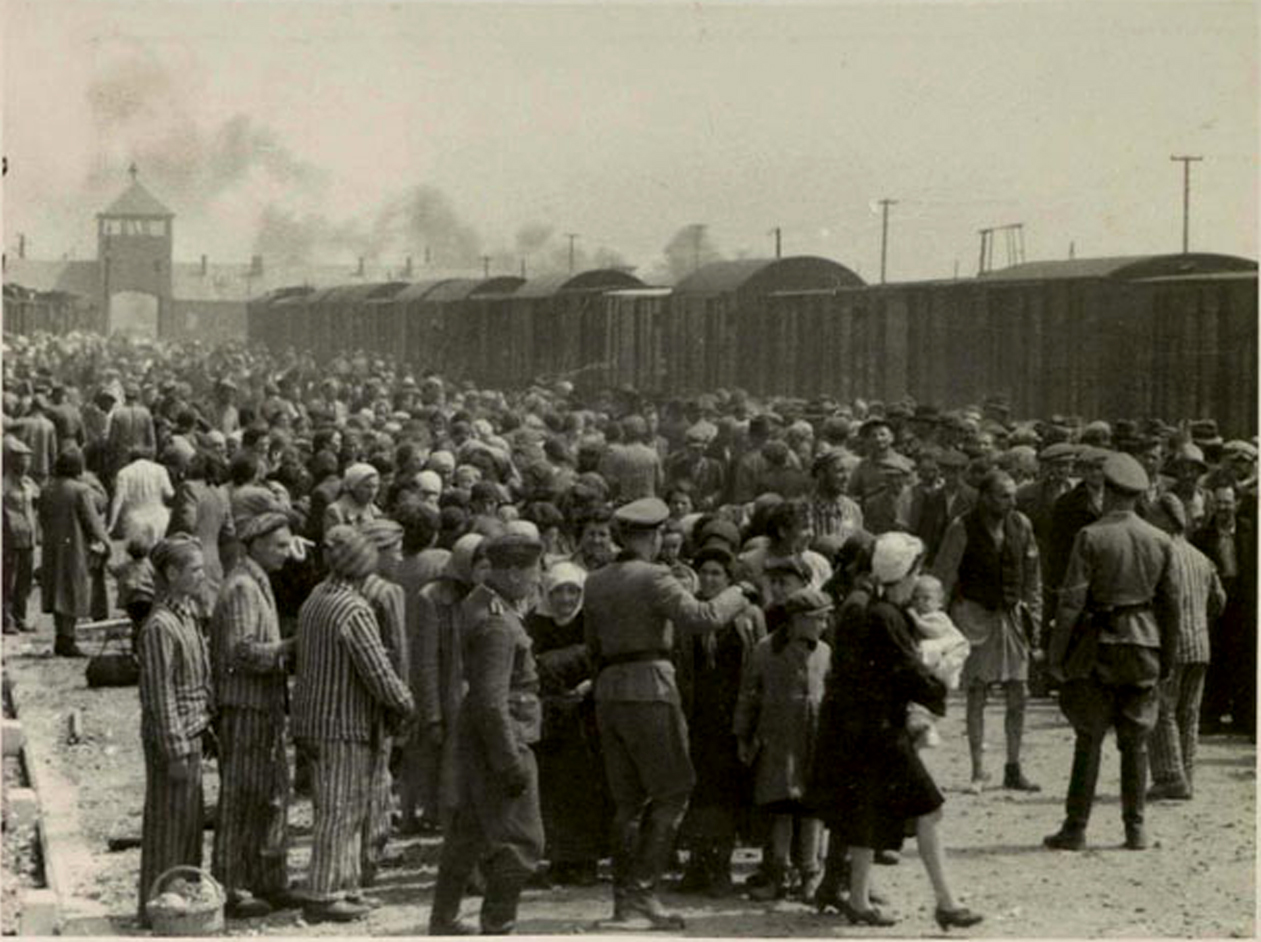
Selección de presos en Auschwitz II-Birkenau (mayo-junio de 1944). Los que se enviaban a la derecha eran asignados a trabajos forzados, los de la izquierda iban a las cámaras de gas.

A finales de 1941, Hitler decidió que los judíos de Europa debían ser exterminados. Por ello, Auschwitz II-Birkenau, que en principio debía alojar trabajadores esclavos, pasó a ser una combinación de campo de trabajo y de exterminio. Allí llegaban en tren diariamente prisioneros de toda la Europa ocupada por los alemanes. Hacia julio de 1942, las SS ya realizaban «selecciones», que consistían en segregar a los judíos capaces e incapaces: los que podían trabajar eran admitidos en el campo de trabajo y los que no, eran enviados de inmediato a la muerte en las cámaras de gas. En los grupos de los que debían morir, que normalmente eran tres cuartas partes de todos los que llegaban, estaban casi todos los niños, mujeres con sus bebés, embarazadas, todos los ancianos y aquellos que los médicos consideraban, tras una breve y superficial inspección, que no estaban completamente sanos.
Mengele, miembro del grupo de médicos que hacían esta selección humana, no estaba obligado a realizar esta tarea, pero participaba con la esperanza de encontrar sujetos para sus experimentos. Estaba particularmente interesado en hallar hermanos gemelos y al contrario que otros médicos, que consideraban la tarea estresante y horrible, Mengele la realizaba con total soltura, con aires extravagantes, a menudo sonriendo, muy acicalado o silbando una melodía.

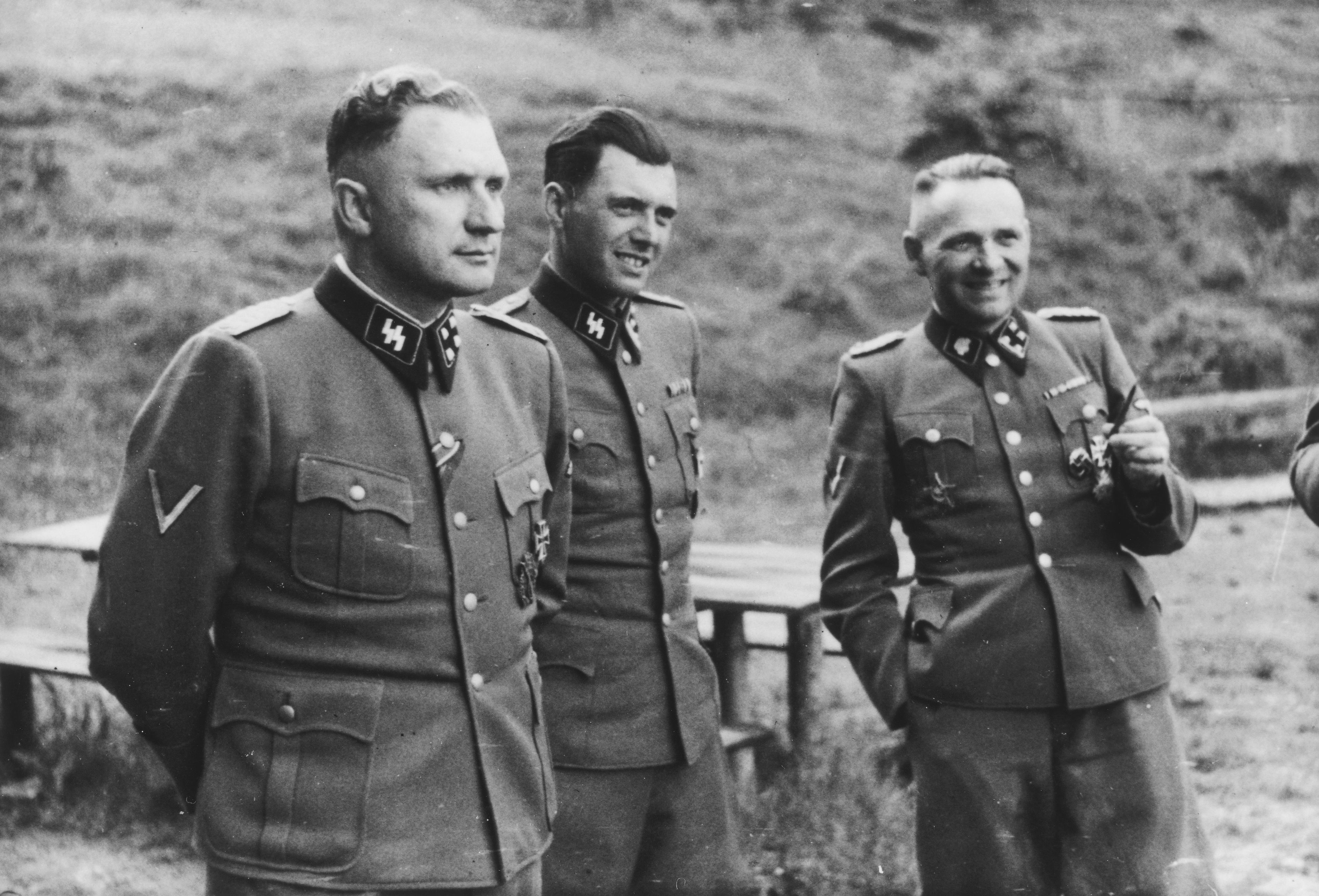
Richard Baer (comandante de Auschwitz), Josef Mengele y Rudolf Höß (anterior comandante de Auschwitz). Auschwitz, 1944, foto de Karl Hocker.

Mengele y el resto de médicos de las SS no trataban a los internos, sino que supervisaban a otros doctores prisioneros que estaban obligados a trabajar en el servicio médico del campo. Mengele visitaba semanalmente los barracones del hospital y enviaba a la cámara de gas a los presos que no se hubieran recuperado después de dos semanas en cama. También formaba parte del grupo de médicos responsable de administrar el Zyklon B, el pesticida a base de cianuro que se usaba para matar a los prisioneros en las cámaras de gas de Birkenau. En concreto, realizó esta tarea en las cámaras localizadas en los crematorios IV y V.
Cuando en 1943 estalló en el campo de los gitanos un brote de noma —una enfermedad bacteriológica que gangrena la boca y la cara—, Mengele inició un estudio para determinar la causa y desarrollar un tratamiento. Tomó como ayudante al prisionero Berthold Epstein, un pediatra judío y profesor de la Universidad de Praga. Mengele aisló a los pacientes en un barracón aparte y asesinó a varios niños gravemente enfermos para enviar sus cabezas y órganos a la Academia Médica de las SS en Graz para su estudio. La investigación seguía en marcha cuando el campo gitano fue liquidado y sus ocupantes asesinados en 1944.
En respuesta a una epidemia de tifus en el campo de las mujeres, Mengele envió a las seiscientas ocupantes de un barracón a la cámara de gas. Después, el edificio fue limpiado y desinfectado y las ocupantes de un barracón cercano fueron bañadas y se les entregó ropa nueva antes de su traslado al barracón limpio. Este proceso se repitió hasta que todos los barracones estuvieron desinfectados. Este tipo de desinfecciones se volvieron a realizar cuando estallaron brotes de escarlatina y otras enfermedades, pero en esos casos todos los prisioneros fueron enviados a la cámara de gas. Por sus «esfuerzos», Mengele recibió la Cruz al Mérito Militar —de Segunda Clase con Espadas— y fue ascendido en 1944 a primer médico del campo de Birkenau.

### Experimentos con humanos

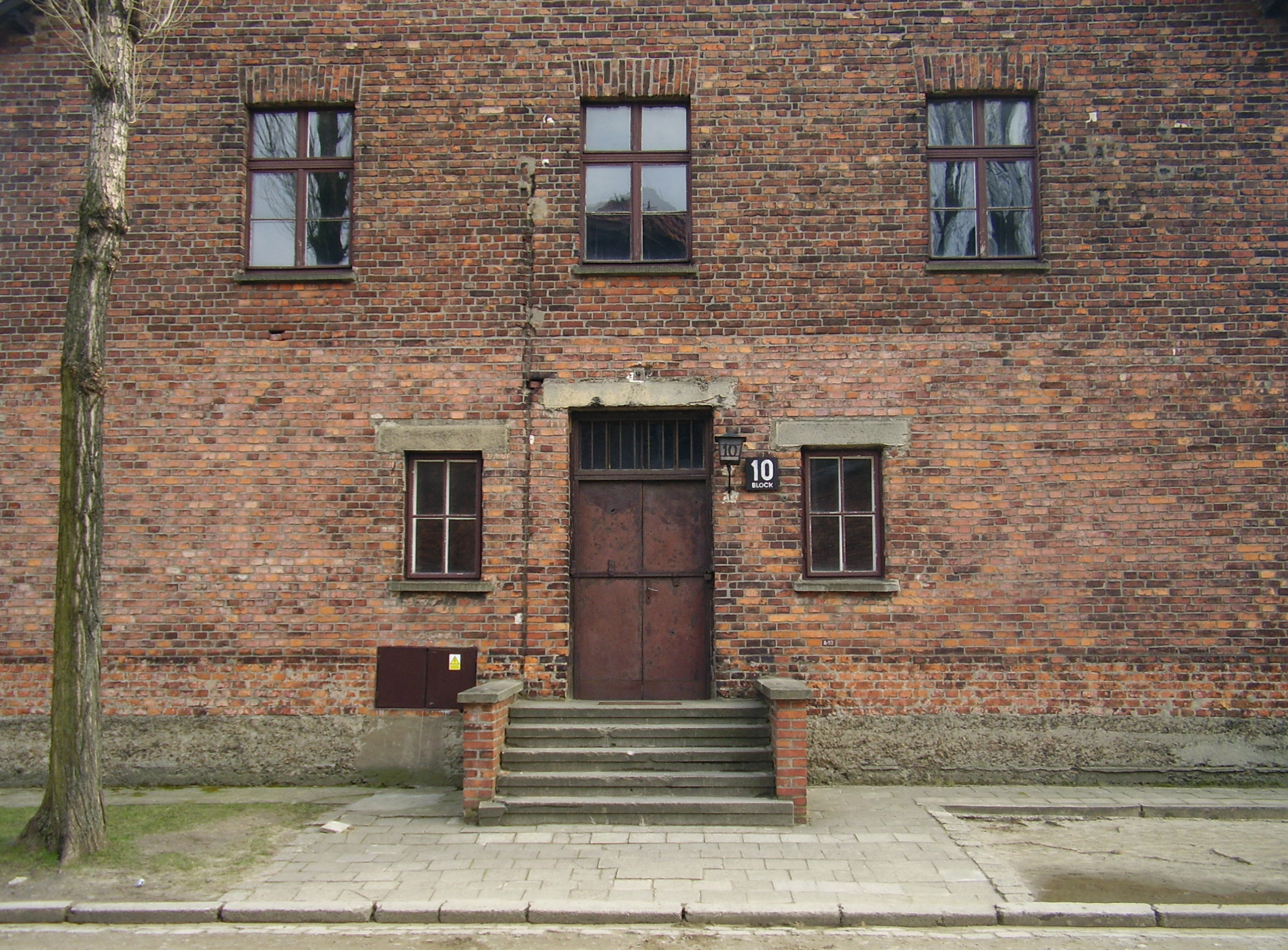
Bloque 10, el pabellón «médico» de Mengele en Auschwitz.

Mengele aprovechó su estancia en Auschwitz como una oportunidad para continuar con sus estudios antropológicos y sus investigaciones sobre herencia genética usando prisioneros del campo de concentración para experimentar con humanos. Estos experimentos no tuvieron para nada en cuenta la salud, seguridad o sufrimiento físico y emocional de las víctimas. Mengele estaba especialmente interesado en los gemelos idénticos, gente con heterocromía —ojos de distinto color—, enanos y sujetos con anomalías físicas. La Deutsche Forschungsgemeinschaft —Fundación Alemana de Investigación— le otorgó una subvención que había solicitado Von Verschuer, a quien Mengele enviaba informes periódicos y diversas muestras. El dinero que le otorgaron se empleó en la construcción de un laboratorio de patología adjunto al crematorio II en Auschwitz II-Birkenau. El dr. Miklos Nyiszli, un patólogo húngaro de religión judía que llegó a Auschwitz el 29 de mayo de 1944, realizó en este nuevo laboratorio disecciones y preparó los especímenes para su envío. Las investigaciones de Mengele sobre los gemelos estaban pensadas en parte para demostrar la supremacía de la herencia genética sobre el entorno y reforzar de esta manera la premisa del nazismo que defendía la superioridad de la raza aria. Nyiszli afirma que los estudios sobre gemelos también estaban motivados por un deseo de mejorar la tasa de reproducción de la raza alemana a través del aumento de la fertilidad y de las oportunidades de engendrar gemelos de sujetos racialmente deseables.
| Un médico que estuvo prisionero en Auschwitz dijo: Era capaz de ser muy amable con los niños para que le tomaran cariño, les daba caramelos, pensaba en los detalles cotidianos de sus vidas y hacía cosas que nos gustaría realmente admirar… Y a continuación, el humo de los crematorios y, al día siguiente o media hora después, esos niños eran enviados allí. |

Los presos que utilizaba Mengele en sus experimentos estaban mejor alimentados y alojados que el resto de internos del campo y también tenían menos probabilidades de acabar en la cámara de gas mientras eran objeto de investigación. El médico creó una guardería con zona de juegos para los niños con los que realizaba las pruebas y para todos los menores de seis años de etnia gitana, donde vivían en mejores condiciones que el resto de presos del campo de concentración. Cuando visitaba a los niños, él mismo se presentaba como el «tío Mengele» y les ofrecía caramelos. A pesar de ello, fue responsable de la muerte de un número desconocido de víctimas que él mismo mató a través de inyecciones letales, disparos, golpes y por medio de experimentos mortales. Lifton describe a Mengele como un hombre sádico, sin empatía ninguna y extremadamente antisemita que estaba convencido de que los judíos eran una raza inferior y peligrosa que debía ser aniquilada por completo. El único hijo de Mengele, Rolf, dijo que su padre nunca demostró ningún remordimiento por sus actividades durante la guerra.

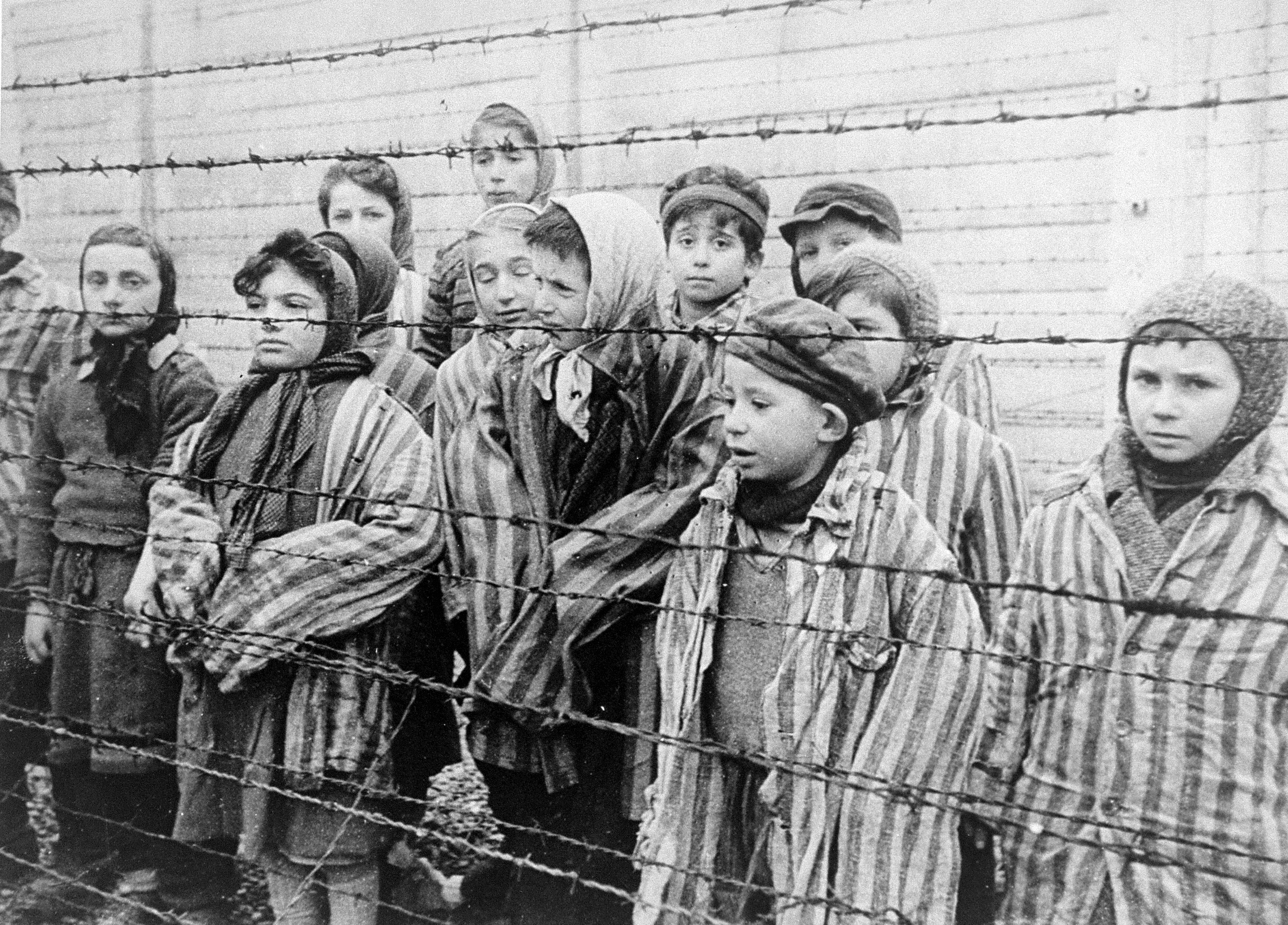
Gemelos judíos mantenidos con vida para ser usados en los experimentos de Mengele. Estos niños fueron liberados de Auschwitz por el Ejército Rojo en enero de 1945.

Los gemelos eran sometidos a exámenes semanales y mediciones de sus atributos físicos por parte de Mengele o de algunos de sus ayudantes. Los experimentos practicados por el médico incluían amputaciones innecesarias de extremidades, inoculaciones intencionadas con tifus y otras enfermedades a uno de los gemelos y transfusiones de sangre de un hermano a otro. Muchas de las víctimas murieron en el transcurso de los procedimientos. Una vez finalizadas las pruebas, a veces los gemelos eran asesinados y sus cuerpos diseccionados. Nyiszli relata que una noche Mengele mató personalmente a catorce gemelos inyectándoles cloroformo directamente en el corazón. Si uno de los gemelos moría a causa de la enfermedad que le habían inoculado, Mengele mataba al otro hermano para realizar informes comparativos post mortem.
Los experimentos de Mengele con los ojos incluyeron intentos de cambiar el color del iris a través de la inyección de sustancias químicas y el asesinato de personas con heterocromía para extraer sus globos oculares y enviarlos a Berlín para su análisis. A los enanos y a las personas con anomalías físicas les tomaba mediciones corporales, les extraía sangre y dientes sanos y les administraba de forma innecesaria drogas y rayos X. Muchas víctimas eran enviadas a la cámara de gas y después sus esqueletos se mandaban a Berlín para continuar con las investigaciones. Mengele buscó mujeres embarazadas, a las que realizaba experimentos antes de enviarlas a la cámara de gas. La testigo Vera Alexander describió cómo cosió por la espalda a dos gemelos gitanos en un intento de crear gemelos siameses, pero ambos murieron por los efectos de la gangrena después de varios días de sufrimiento.

## Evasión
Mengele y otros médicos de Auschwitz fueron transferidos el 17 de enero de 1945 al campo de concentración de Gross-Rosen, en la Baja Silesia. Allí se llevó dos cajas con especímenes y los registros de sus experimentos, mientras que el resto de documentos médicos del campo fueron destruidos por las SS. El Ejército Rojo capturó Auschwitz el 27 de enero de 1945. Mengele huyó de Gross-Rosen el 18 de febrero, una semana antes de la llegada de los soviéticos, y viajó hacia el oeste disfrazado de oficial de la Wehrmacht hasta Saaz —actual Žatec—. Allí confió temporalmente sus documentos incriminatorios de Auschwitz a una enfermera con quien había entablado una relación. Después, él y toda su unidad se apresuraron hacia el oeste para evitar caer en manos de las tropas soviéticas y en junio acabó hecho prisionero de guerra por el ejército estadounidense. Mengele fue registrado en principio con su nombre auténtico, pero por culpa de la desorganización de los aliados con las listas de los alemanes más buscados y por el hecho de que no tenía el habitual tatuaje de las SS con su grupo sanguíneo, no lo identificaron como uno de los nombres de la lista de los principales criminales de guerra. Fue liberado a finales de julio y obtuvo documentación falsa bajo el nombre de «Fritz Ullman», documentos que él después alteró para cambiarse el nombre a «Fritz Hollmann».
Después de varios meses huyendo, en los que tuvo tiempo de internarse en el territorio controlado por los soviéticos para recuperar sus archivos de Auschwitz, Mengele encontró trabajo como granjero cerca de Rosenheim. Temiendo ser capturado, juzgado y condenado a muerte, huyó de Alemania el 17 de abril de 1949. Ayudado por una red de antiguos miembros de las SS, a la que también pertenecía el as de la aviación Hans-Ulrich Rudel, Mengele viajó hasta Génova y allí obtuvo un pasaporte bajo el alias «Helmut Gregor», falso miembro del Comité Internacional de la Cruz Roja. Navegó a Argentina en julio, pero su esposa rehusó acompañarlo y ambos se divorciaron en 1954.

## En Sudamérica

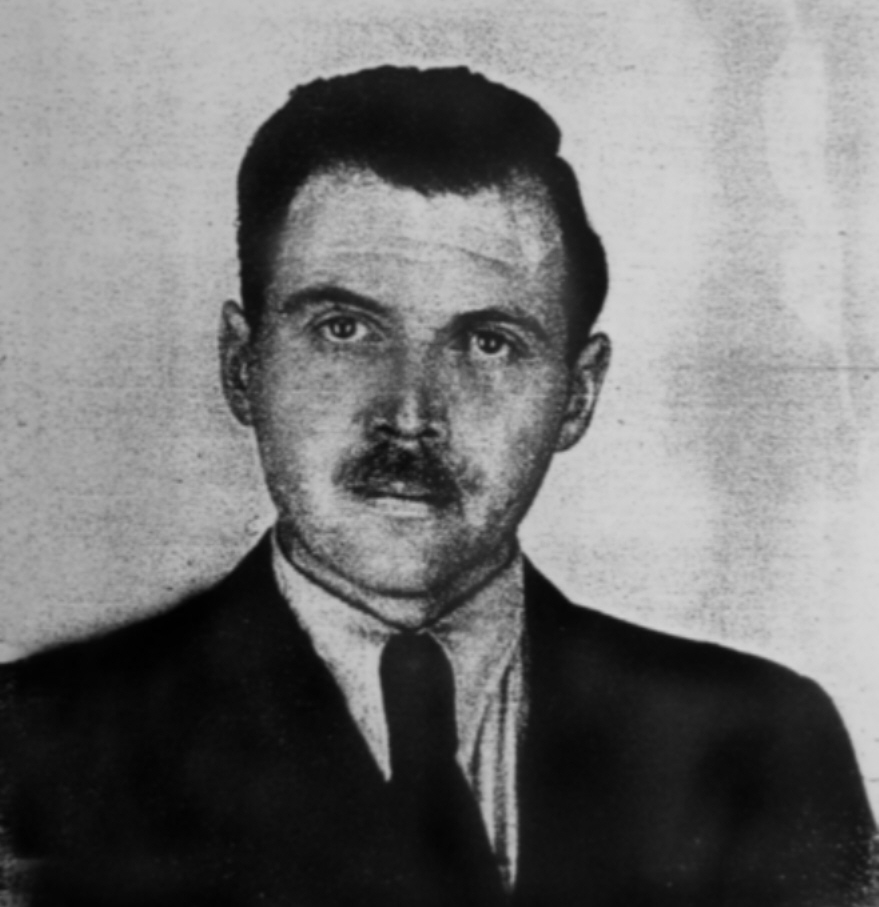
Fotografía del documento de identidad argentino de Mengele, 1956.

En Buenos Aires, Mengele trabajó como carpintero y vivió en una pensión en el partido de Vicente López. Después de unas semanas se trasladó a la casa de un simpatizante de los nazis en el acomodado barrio de Florida y a continuación trabajó como agente comercial para la empresa de maquinaria agrícola de su familia. Desde 1951, realizó viajes frecuentes a Paraguay como representante de ventas en ese país. En 1953, empezó a vivir en un apartamento de Buenos Aires y ese mismo año usó dinero de su familia para comprar una parte de una empresa de carpintería. Al año siguiente, alquiló una casa en el barrio bonaerense de Olivos.
En 1956, Mengele obtuvo una copia de su partida de nacimiento a través de la embajada de Alemania Occidental y se le concedió un permiso de residencia en Argentina con su nombre real. Con este documento consiguió un pasaporte de Alemania Occidental, también con su nombre auténtico, y emprendió un viaje a Europa. Estuvo de vacaciones en Suiza con su hijo Rolf —que llamaba a su padre «tío Fritz»— y con su cuñada viuda Martha, además de una semana en su casa familiar de Gunzburgo. Después de regresar a Argentina en septiembre, Mengele siguió viviendo con su nombre verdadero. Martha y su hijo Karl Heinz se reunieron en el país americano con él un mes después y los tres se instalaron juntos. Josef y Martha se casaron durante unas vacaciones en Uruguay en la ciudad de Nueva Helvecia en 1958 y adquirieron una casa en la capital argentina. Sus negocios entonces incluían una parte de la propiedad de la Fadro Farm, una compañía farmacéutica. También en 1958, Mengele y otros médicos fueron interrogados y después exculpados de la sospecha de practicar la medicina sin licencia después de que una adolescente falleciera durante un aborto. Preocupado porque este caso destapara su pasado nazi y sus actividades durante la guerra, emprendió un largo viaje de negocios a Paraguay y en 1959 consiguió la ciudadanía argentina con el nombre de José Mengele. Regresó a Buenos Aires en varias ocasiones para atender los negocios y visitar a su familia. Martha y Karl Heinz vivieron en una pensión de la ciudad hasta que en diciembre de 1960 regresaron a Alemania.
El nombre de Mengele se mencionó varias veces durante los juicios de Núremberg, pero las naciones aliadas estaban convencidas de que había muerto. Su primera esposa Irene y su familia también dijeron que había fallecido. Sin embargo, en Alemania los cazanazis Simon Wiesenthal y Hermann Langbein estaban recogiendo información de testigos sobre las actividades del médico de Auschwitz. Durante una búsqueda en archivos públicos, Langbein se topó con el acta de divorcio de Mengele y una dirección de Buenos Aires, por lo que él y Wiesenthal contactaron el 5 de junio de 1959 con las autoridades de la Alemania Occidental para que emitieran una orden de detención y se iniciara el trámite de extradición. En principio Argentina rechazó la solicitud porque el fugitivo ya no vivía en la dirección que indicaban los documentos y para cuando se aprobó la extradición el 30 de junio de 1960, Mengele había huido a Paraguay, donde estaba viviendo en una granja cerca de la frontera argentina.
Su segunda esposa, Marta María Will, no vivía con él desde hacía tiempo, fue citada para informar sobre su paradero en junio de 1960. Aunque ella no sabía dónde se encontraba desde abril, presumía que estaba en Venezuela. En ese país se ordenó la captura de Mengele, pero también por razones burocráticas no se realizó, y la investigación fue decayendo.

### Intentos del Mosad
En mayo de 1960, Iser Har'el, director del Mosad —el servicio de inteligencia del estado de Israel—, lideró personalmente la operación de captura de Adolf Eichmann en Buenos Aires. Su esperanza era localizar también a Josef Mengele y llevarlo a juicio en Israel. En el interrogatorio, Eichmann dio la dirección de una pensión de la capital argentina que habían usado como piso franco varios fugitivos nazis. Los israelíes pusieron la casa bajo vigilancia, pero ni Mengele ni nadie de su familia aparecieron por allí. El cartero del barrio les dijo que, aunque seguía recibiendo correspondencia con su nombre real, Mengele se había mudado sin dejar una dirección de reenvío postal. Las investigaciones de Har'el en un taller mecánico del que el alemán había sido copropietario tampoco aportaron ninguna pista sobre su paradero, así que se dieron por vencidos.
Cuando Alemania Occidental ofreció una recompensa por su captura y la prensa se hizo eco de sus actividades durante la guerra —acompañadas de fotos suyas—, Mengele decidió cambiar de residencia una vez más. Rudel lo puso en contacto con el simpatizante nazi Wolfgang Gerhard, quien lo ayudó a cruzar a Brasil. Vivió con Gerhard en su granja cercana a São Paulo hasta que encontraron un hogar más cómodo en casa de los expatriados húngaros Geza y Gitta Stammer. Esta pareja compró una granja en Nova Europa, en parte con dinero que el propio Mengele invirtió, y después pusieron al antiguo médico al frente de la explotación. En 1962, los tres adquirieron una finca con ganado y plantaciones de café en Serra Negra, una propiedad de la que Mengele poseía la mitad. En un principio Gerhard le dijo a los Stammer que el nombre de Mengele era «Peter Hochbichler», pero descubrieron su verdadera identidad en 1963. Gerhard los convenció para que no revelaran la localización del médico alemán a las autoridades, diciéndoles que podrían tener problemas por haber cobijado a un fugitivo. Las autoridades de la Alemania Occidental sospechaban de la nueva residencia de Mengele y ampliaron su solicitud de extradición a Brasil en febrero de 1961.
Mientras tanto, Zvi Aharoni, uno de los agentes del Mosad que participaron en la exitosa detención de Eichmann, fue colocado al frente de un equipo de agentes con la misión de encontrar a Mengele y llevarlo a juicio en Israel. Las pesquisas en Paraguay no dieron frutos y tampoco consiguieron interceptar la correspondencia entre Josef y su esposa Martha, que entonces vivía en Italia. Los agentes que vigilaban a Rudel tampoco descubrieron ninguna pista. Aharoni y su equipo siguieron a Gerhard hasta una zona rural cerca de São Paulo y allí localizaron a un europeo que confundieron con Mengele. Informaron a Har'el, pero la complicada logística necesaria para la captura, los recortes presupuestarios y la necesidad de Israel de centrarse en el deterioro de sus relaciones con Egipto obligaron al jefe del Mosad a poner fin a esta operación en 1962.

### Últimos años y fallecimiento
Mengele y el matrimonio Stammer compraron una casa en un terreno cercano a Caieiras en 1969, de la que el alemán pagó la mitad. Cuando Wolfgang Gerhard regresó a Alemania en 1971 en busca de tratamiento médico para su mujer y su hijo, ambos gravemente enfermos, le entregó sus documentos de identidad a Mengele. Los Stammer rompieron su relación con Mengele en 1974 y compraron una casa en São Paulo a la que el alemán no fue invitado. Después, el matrimonio adquirió un bungaló en Eldorado, cerca de São Paulo, y se lo alquilaron al médico alemán. Rolf, que no había visto a su padre desde las vacaciones en Europa en 1956, viajó a Brasil a visitarlo en 1977 y se encontró con un nazi impenitente que afirmaba que nunca había hecho daño a nadie y que solo había cumplido con su deber.
La salud de Mengele se estaba deteriorando paulatinamente desde 1972, y en 1976 sufrió un infarto cerebral. Padecía hipertensión y una infección en el oído que le producía vértigos. Durante una visita a sus amigos Wolfram y Liselotte Bossert en la localidad costera de Bertioga el 7 de febrero de 1979, Mengele sufrió otro infarto cerebral mientras nadaba en el mar y se ahogó. Fue enterrado en el municipio brasileño de Embu das Artes con el nombre de «Wolfgang Gerhard», la falsa identidad que estaba usando desde 1975.

## Exhumación

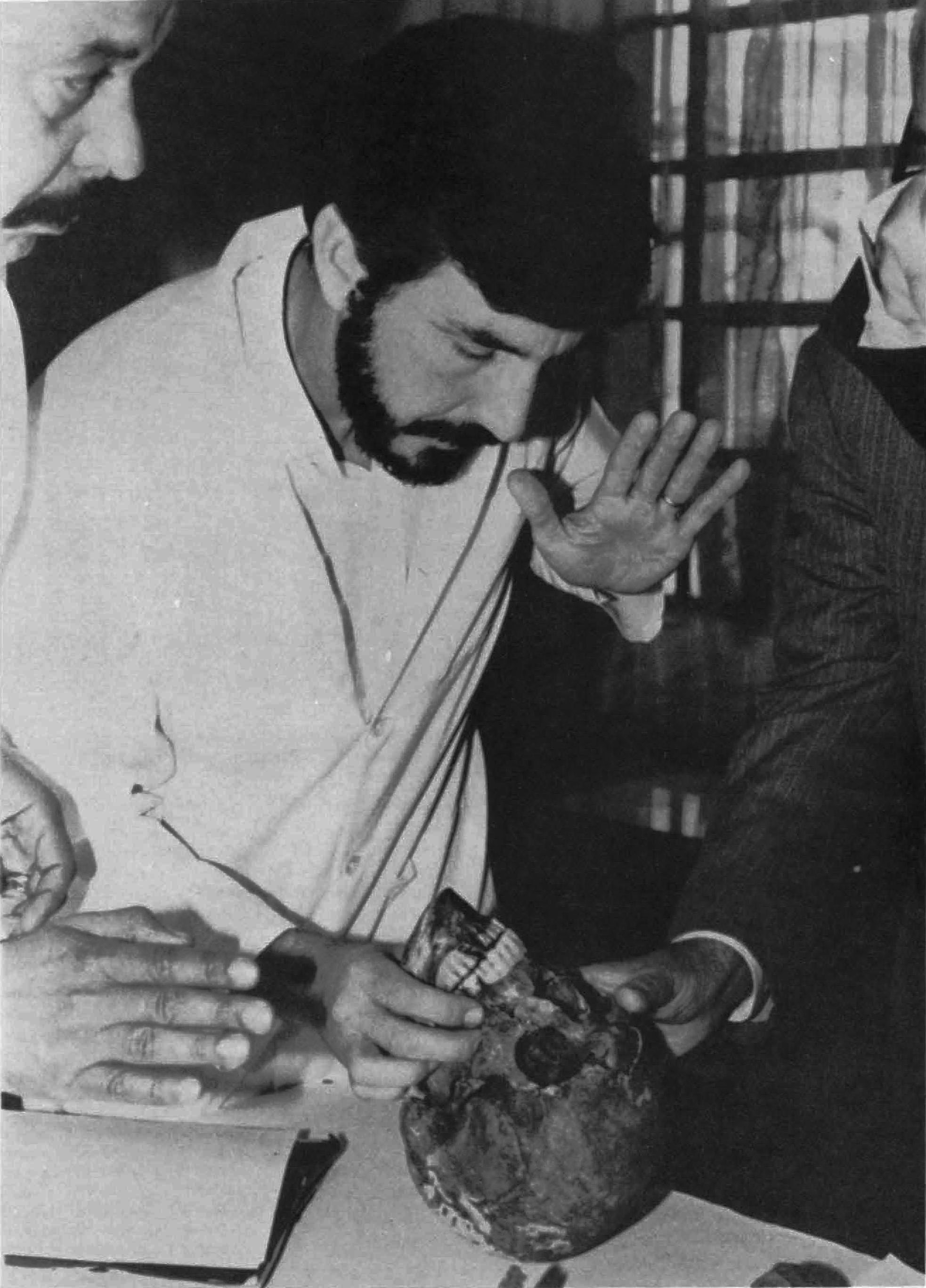
Antropólogos forenses brasileños examinando el cráneo de Mengele en 1986.

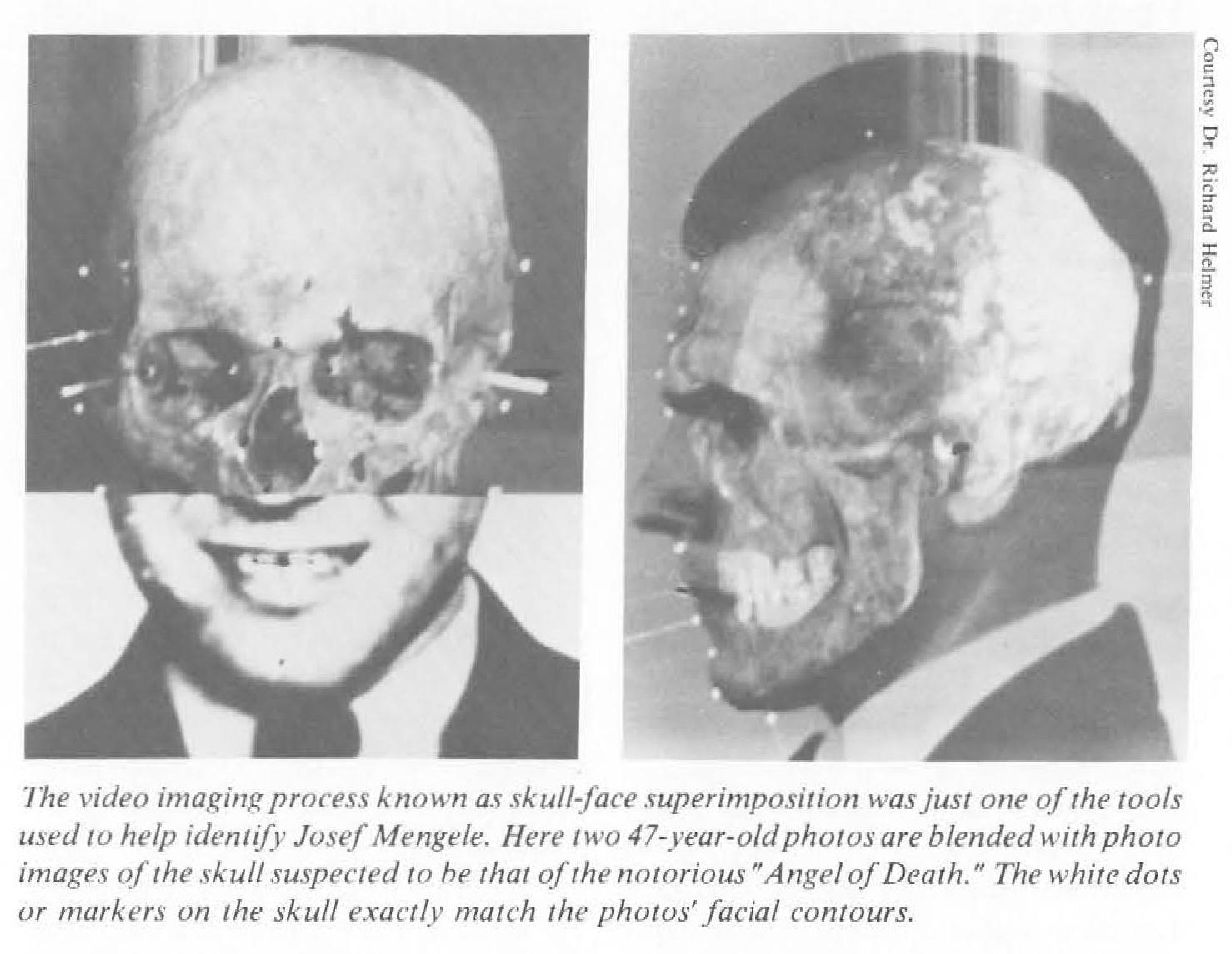
Estudio de superposición de imágenes de Mengele con su cráneo para fines de identificación forense.

Mientras tanto, hubo noticias de supuestos avistamientos de Josef Mengele en diversas partes del mundo. Wiesenthal aseguró tener información que lo situaba en la isla griega de Citnos en 1960, en El Cairo en 1961, en España en 1971 y en Paraguay en 1978, dieciocho años después de haber dejado ese país. En 1985, Wiesenthal seguía creyendo que Mengele estaba vivo y en 1982 había ofrecido una recompensa de 100 000 dólares por su captura. El interés mundial por el asunto creció tras el juicio que se celebró en Jerusalén en 1985 en el que se expresaron testimonios de alrededor de un centenar de víctimas de los experimentos de Mengele. Poco después, los gobiernos de Alemania Occidental, Israel y Estados Unidos coordinaron esfuerzos para intentar localizar al médico de Auschwitz. Los gobiernos israelí y alemán, el periódico The Washington Times y el Centro Simon Wiesenthal ofrecieron diversas recompensas por su detención.
El 31 de mayo de 1985, siguiendo una pista recibida por la oficina del fiscal de Alemania Occidental, la policía registró la casa de Hans Sedlmeier, amigo de toda la vida de Mengele y jefe de ventas de la empresa familiar en Gunzburgo. Allí encontraron una agenda con direcciones cifradas, copias de cartas de Mengele y otra carta en la que Bossert informaba a Sedlmeier de la muerte del antiguo médico nazi. Las autoridades alemanas se pusieron en contacto con la policía de São Paulo y esta localizó a los Bossert. En el interrogatorio revelaron el lugar en que se había enterrado a Mengele. Los restos fueron exhumados el 6 de junio de 1985 y el examen forense se centró en su dentadura, la cual mostraba un notorio diastema —espacio interdental— en los dientes incisivos superiores, rasgo característico de Mengele, lo que condujo a dictaminar que había una probabilidad muy alta de que se tratara del cuerpo de Mengele. El 10 de junio, su hijo Rolf hizo pública una declaración admitiendo que se trataba del cadáver de su padre y que la noticia de su fallecimiento se había mantenido en silencio para proteger a la gente que le había ayudado a ocultarse durante más de tres décadas. En 1992, un examen genético verificó la identidad de Mengele. La familia se negó a repatriar los restos a Alemania y estos permanecen almacenados en el Instituto Médico Legal de São Paulo, donde son utilizados por estudiantes de medicina forense.

## Legado
La vida de Josef Mengele fue la inspiración para un libro y una película titulados Los niños del Brasil, en las que un ficticio doctor Mengele, interpretado por el actor Gregory Peck, crea clones de Adolf Hitler en una clínica en Brasil. En 2007, el Museo estadounidense del Holocausto recibió como donación el Álbum Höcker, una colección de fotografías de los miembros de las SS que gestionaban Auschwitz, tomadas por Karl Hocker. Mengele aparece en ocho de las fotos. En 2013, se estrenó la película argentina Wakolda, basada en la novela homónima, que dirigió Lucía Puenzo y que aborda la supuesta estancia de Mengele en San Carlos de Bariloche. En la sección Estreno en Cannes del Festival Internacional de Cine de Cannes de 2025, se estrenó el drama histórico The Disappearance of Josef Mengele dirigido por Kiril Serébrennikov.
En febrero de 2010, un nieto de un superviviente del Holocausto compró en una subasta por una suma de dinero no revelada el diario de Mengele, de 180 páginas. Su propietario anterior, de identidad desconocida, se hizo con los documentos en Brasil y al parecer era alguien cercano a la familia Mengele. Una organización de supervivientes del Holocausto consideró esta venta como «un acto cínico de explotación destinado a sacar provecho de uno de los más atroces criminales de guerra nazis». El rabino Marvin Hier, del Centro Simon Wiesenthal, se alegró de que ese diario acabara en manos de un judío y dijo: «En un momento en el que el Irán de Ahmadineyad niega el Holocausto y el antisemitismo vuelve a estar en boga, esta adquisición es especialmente significativa». En 2011, la misma casa de subastas volvió a vender, también entre diversas protestas, otros 31 volúmenes de diarios de Mengele que fueron adquiridos por un anónimo coleccionista que pagó 245 000 dólares.

## Sumario de su carrera en las SS
- Número de las SS: 317 885
- Número del partido nazi: 5 574 974
- Puesto principal: SS-WVHA (Departamento Económico y Administrativo de las SS), médico en el campo de concentración de Auschwitz.
- Servicio en las Waffen-SS:
  - Oficial del equipo médico, Inspección médica de las Waffen-SS (1940)
  - Oficial médico, Batallón Pionero N.º 5, 5.ª División Panzergrenadier SS Wiking (1941–1943)
  - Oficial médico, Batallón «Ost», 3.ª División SS Totenkopf (1943)

Fechas de los ascensos
| Rangos de Mengele en las SS | Rangos de Mengele en las SS            |
| Fecha                       | Rango                                  |
| --------------------------- | -------------------------------------- |
| Mayo de 1938                | SS-Schütze                             |
| 1939                        | SS-Hauptscharführer der Reserve (d.R.) |
| 1 de agosto de 1940         | SS-Untersturmführer d.R.               |
| 30 de enero de 1942         | SS-Obersturmführer d.R.                |
| 20 de abril de 1943         | SS-Hauptsturmführer d.R.               |

Condecoraciones
- Cruz de Hierro (Primera y Segunda Clase)
- Cruz del Mérito de Guerra (Segunda Clase con Espadas)
- Medalla del Frente Oriental
- Medalla de herido (Negra)
- Condecoración del Bienestar Social
- Distintivo Alemán de los Deportes (Bronce)
- Cabrio de honor de la vieja guardia[119]